# Ses Pedreres / Vinromà
Les restes prehistòriques de Vinromà (Ses Pedreres) és un jaciment arqueològic protegit com a Bé d'Interès Cultural el 1966 com a coves i art rupestre, que es troba al municipi de Muro a Mallorca, concretament vora la carretera Muro-Ca'n Picafort, prop del kilòmetre 1 a l'esquerra en direcció ca'n Picafort. El jaciment es troba molt tapat per vegetació i pedreny per mor de la seva utilització com a claper en temps recents. S'hi distingeixen dos murs d'un possible naviforme que ha perdut un dels dos extrems, possiblement correspongui a l'Edat del Bronze. Els enderrocs impedeixen veure si hi ha més estructures.